# Maakan Tounkara
Maakan Tounkara (ur. 12 marca 1983 roku w Épernay), francuska piłkarka ręczna, reprezentantka kraju. Obecnie występuje we francuskim Le Havre AC Handball. Gra na pozycji prawoskrzydłowej. W kadrze narodowej zadebiutowała w 2006 roku.

## Sukcesy

### Klubowe
Mistrzostwo Francji
- (2006, 2007)

Puchar Francji
- (2006, 2007)

Puchar Ligi Francuskiej
- (2005, 2006)

### Reprezentacja
Mistrzostwa Europy
- (2006)